# Giuliano Zaccardelli
Giuliano Zaccardelli était le vingtième commissaire de la Gendarmerie royale du Canada, du 2 septembre 2000 au 6 décembre 2006. Il est né à Prezza, Italie et venu au Canada à l'âge de 7 ans.
Il a démissionné de son poste de commissaire de GRC un jour après avoir donné un rapport à la Chambre des communes au sujet de Maher Arar. Plusieurs des députés ont dit que le témoignage de Zaccardelli contredisait un témoignage précédent qu'il a donné.